# Skleněný trůn
Skleněný trůn (v anglickém originále Throne of Glass) je dobrodružná, fantasy, romantická a úspěšná literární série od newyorské spisovatelky Sarah J. Maasové. Je částečně inspirovaná filmem Popelka z roku 1950. Série započala 2. srpna 2012 knihou Skleněný trůn a byla zakončena závěrečným osmým dílem Království popela dne 23. října 2018.

## Synopse
Knižní série sleduje příběh Celaeny Sardothien, osmnáctileté nájemné vražedkyně Adarlanského království. Po roce věznění v solných dolech Endovieru Celaena přijímá nabídku korunního prince soutěžit s ostatními zabijáky v turnaji a získat tak svou svobodu, za kterou však musí ještě zaplatit čtyřmi roky ve službách krále coby jeho osobní bojovnice. Celaena se blízce spřátelí s kapitánem stráže Chaolem a princem Dorianem. V této době je taktéž vtažena do spiknutí a hromady bitev. To vede k objevení historie okolních království a dlouho skrývané sebe sama.

## Knihy
| Č. | Původní název        | Český název       | Původní publikace | Česká publikace    | Původní ISBN       | České ISBN             |
| --- | -------------------- | ----------------- | ----------------- | ------------------ | ------------------ | ---------------------- |
| 0 | The Assassin's Blade | Krvavé ostří      | 13. března 2014   | 13. února 2017     | ISBN 9781619635173 | ISBN 978-80-7544-272-7 |
| Jedná se o tzv. prequel celé série neboli sbírku povídek odehrávajících se před počátkem linky hlavního příběhu. V Česku je všech pět novel obsaženo v jedné knize, přičemž na Slovensku jsou novely vydávány postupně. 1. Vražedkyně a Pán pirátů (The Assassin and the Pirate Lord) 2. Vražedkyně a Léčitelka (The Assassin and the Healer) 3. Vražedkyně a Poušť (The Assassin and the Desert) 4. Vražedkyně a Podsvětí (The Assassin and the Underworld) 5. Vražedkyně a Říše (The Assassin and the Empire) |                      |                   |                   |                    |                    |                        |
| 1 | Throne of Glass      | Skleněný trůn     | 2. srpna 2012     | 31. srpna 2015     | ISBN 9781619630345 | ISBN 978-80-7447-901-4 |
| Uvězněné vražedkyni Celaeně je nabídnuta svoboda, pokud však bude sloužit tyranskému králi. |                      |                   |                   |                    |                    |                        |
| 2 | Crown of Midnight    | Půlnoční koruna   | 27. srpna 2013    | 25. ledna 2016     | ISBN 9781619630642 | ISBN 978-80-7544-053-2 |
| Celaena získala roli Královského šampiona, ale uprostřed jejích misí čelí etickým dilemám. |                      |                   |                   |                    |                    |                        |
| 3 | Heir of Fire         | Dědička ohně      | 2. září 2014      | 25. dubna 2016     | ISBN 9781619630673 | ISBN 978-80-7544-111-9 |
| Celaena má potíže s přijetím role královny a vydává se na nové dobrodružství. |                      |                   |                   |                    |                    |                        |
| 4 | Queen of Shadows     | Královna stínů    | 1. září 2015      | 14. listopadu 2016 | ISBN 9781619636064 | ISBN 978-80-7544-218-5 |
| Celaena se vrací do svého království, aby ho získala zpět. |                      |                   |                   |                    |                    |                        |
| 5 | Empire of Storms     | Říše bouří        | 6. září 2016      | 18. září 2017      | ISBN 9781619636071 | ISBN 978-80-7544-392-2 |
| Aelin musí bojovat proti Valgskému králi Erawanovi. |                      |                   |                   |                    |                    |                        |
| 6 | Tower of Dawn        | Věž úsvitu        | 5. září 2017      | 23. května 2018    | ISBN 9781681195773 | ISBN 978-80-7544-568-1 |
| Chaol cestuje na jižní kontinent, aby našel léčitele a vytvořil alianci. |                      |                   |                   |                    |                    |                        |
| 7 | Kingdom of Ash       | Království popela | 23. října 2018    | 5. srpna 2019      | ISBN 9781619636101 | ISBN 978-80-7544-824-8 |
| Aelin byla několik měsíců zavřená v železné rakvi a mučena zlou vílí královnou. Muka překonává v naději, že se navrátí do svého království. Mezitím jí hledá Jeřáb, její kolega a manžel, se svým kádrem a s Elide. Přičemž Aedion a Lysandra společně se spojenou armádou chrání Terrasen před Erawanem. Chaol, Manon a Dorian pokračují ve svých cestách, jak pomoct Aelin stát se znovu královnou. |                      |                   |                   |                    |                    |                        |

### Doprovodné knihy
Skleněný trůn: omalovánky (The Throne Of Glass Coloring Book)
Kniha obsahuje omalovánky ze světa Skleněného trůnu.
The World of Throne of Glass
Tento průvodce má čtenáře provést po světě Skleněného trůnu. Budou zde například informace o historii, náboženstvích, magii anebo o zemích a jejich obyvatelích. Součástí knihy má být i slovníček s pojmy a časová linka zaznamenávající nejvýznamnější události série. Datum vydání ale není známé. 

## Postavy
- Dorian Havilliard II. – korunní princ království Adarlanu, později král.
- Chaol Westfall – kapitán adarlanské stráže, později pobočník krále.
- Aelin Ashryver Whitethorn Galathynius (Celaena Sardothien) – nájemná vražedkyně a ztracená královna Terrasenu.
- Princezna Nehemia – princezna království Eyllwe a dobrá přítelkyně Celaeny.
- Lysandra – měnička a přítelkyně Aelin.
- Manon Blackbeak – Železozubá čarodějnice a velitelka Třináctky. Dědička klanu Černozobích a Crochanská královna.
- Dorian Havilliard I. – temný král Adarlanu a otec Doriana.
- Aedion Ashryver – bratranec Celaeny a generál (Zkázy) adarlanského vojska.
- Rowan Whitethorn Galathynius – elitní vílí bojovník, princ z rodu Mory, který složil krevní přísahu Meave.

## Ocenění
V roce 2012 byla kniha Skleněný trůn nominována internetovým obchodem Amazon.com na "Nejlepší knihu měsíce pro děti a mládež". V roce 2015 se umístila Queen of Shadows (Královna stínů) na prvním místě Goodreads Choice Award v kategorii Best Young Adult Fantasy & Science Fiction. O tři roky později vyhrálo stejnou kategorii Kingdom of Ash (Království popela). Království popela také získalo v roce 2019 české ocenění HumbookAwards v kategorii Young adult kniha roku a Nejlepší fantasy nebo sci-fi kniha roku.

## Televizní seriál
V září roku 2016 bylo oznámeno, že by televizní adaptace první knihy měla být zveřejněna na službě Hulu. Seriál by se měl jmenovat po čtvrté knize série Queen of Shadows a hlavním produkčním studiem by mělo být Mark Gordon Company. Kira Snyder, která je známá díky seriálu The 100, by měla napsat scénář a na režii by se měla podílet Anna Foerster, režisérka filmu Underworld: Krvavé války.
Pilotní díl seriálu nese název „Celaena“.